# گنجشک روباهی دودی
گنجشک روباهی دودی (نام علمی: Passerella (iliaca) unalaschcensis) دارای تیره‌ترین گونه‌ها در سردهٔ Passerella است. در حال حاضر به عنوان یک «گروه زیرگونه‌ای» در گنجشک روباهی طبقه‌بندی می‌شود که در انتظار پذیرش گسترده‌تر وضعیت گونه است. مدت‌ها گمان می‌رفت که به دلیل تمایز ریخت‌شناختی، یک دودمان تکاملی جداگانه باشد (Swarth 1920)، و این با تجزیه و تحلیل توالی mtDNA و داده‌های هاپلوتایپ تأیید شده‌است (Zink 1994، Zink & Kessen 1999، Zink & Weckstein 2003). به نظر می‌رسد که این گروه بیشترین ارتباط را با گنجشک‌های روباهی نوک‌کلفت و/یا گنجشک روباهی توسی دارند.